# Mercedes-Benz N1300
Mercedes-Benz N1300 — легкий передньоприводний комерційний автомобіль розроблений і виготовлений на заводі IMOSA (Motor Industries SA), в Віторії, в Країні Басків на півночі Іспанії.

## Опис

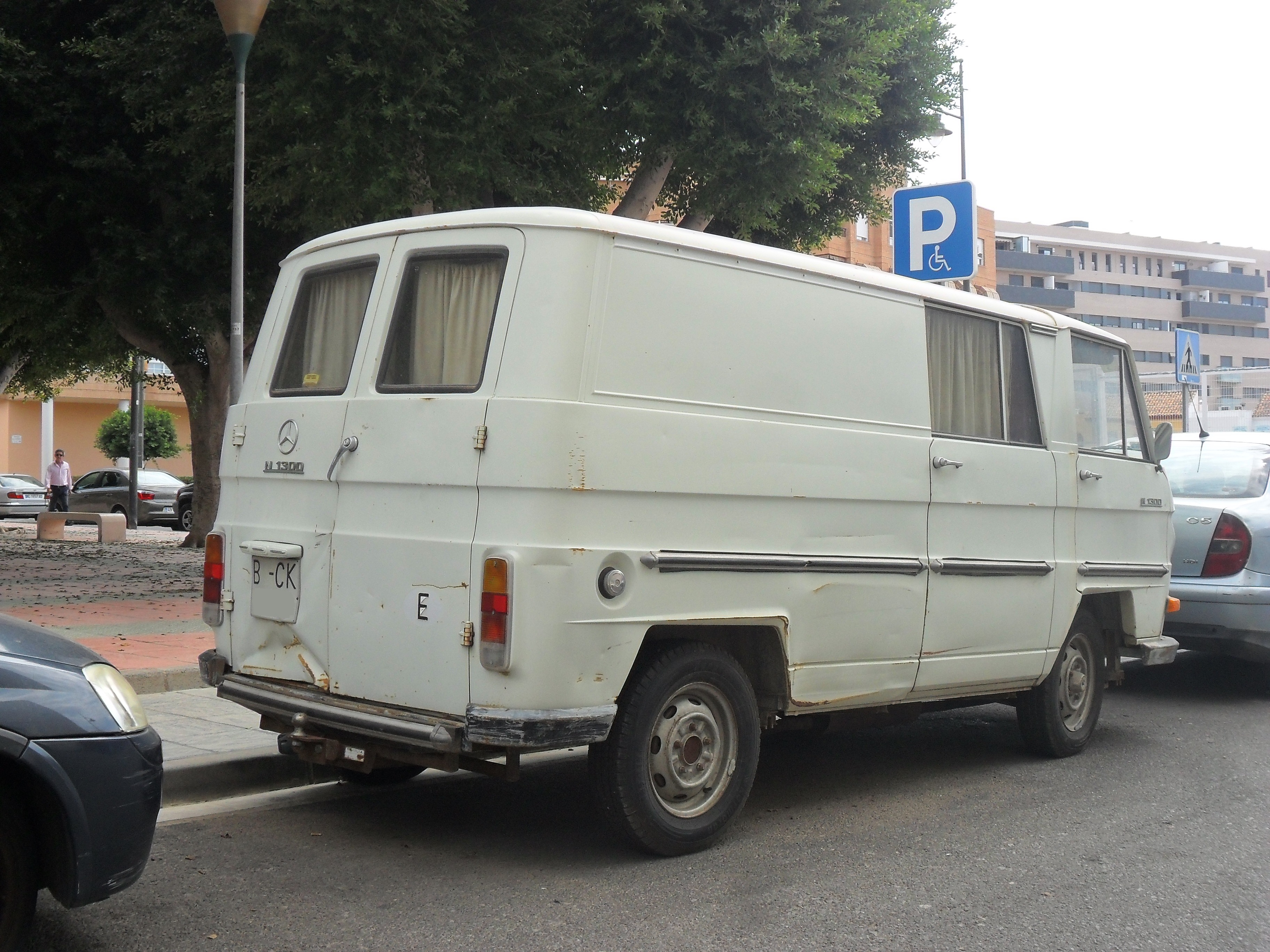
Mercedes-Benz N1300 (1976-1981)

Кузов автомобіля веде свої коріння від фургону IMOSA-DKW F1000 (за проектом Fissore), що виготовлявся з 1963 року, в трьох різних версіях: вантажний фургон, пасажирський фургон з вікнами, і шасі з кабіною. Максимальне навантаження 1000 кг, плюс водій, а максимальна швидкість в ідеальному стані становить 100 км/год. DKW F1000 був наступником DKW F89 L і комплектувався 3-циліндровим двохтактним бензиновим двигуном DKW  об'ємом 981 см3, потужністю 38 к.с. (28 кВт) при 4200 об/хв, через рік в гамі з'явився дизельний двигун виробництва DKW, модель отримала назву DKW F1000 D. В 1975 році на даний автомобіль почали встановлювати дизельний двигун Mercedes-Benz OM 636 об'ємом 1767 см3, потужністю 43 к.с. (32 кВт) і автомобіль отримав назву Mercedes-Benz N1000, а в 1976 році N1300 (на даний автомобіль почали встановлювати дизельний двигун Mercedes-Benz OM 615 об'ємом 1988 см3, потужністю 59 к.с. (43,5 кВт) при 4200 об/хв, вантажопідйомність зросла до 1300 кг).

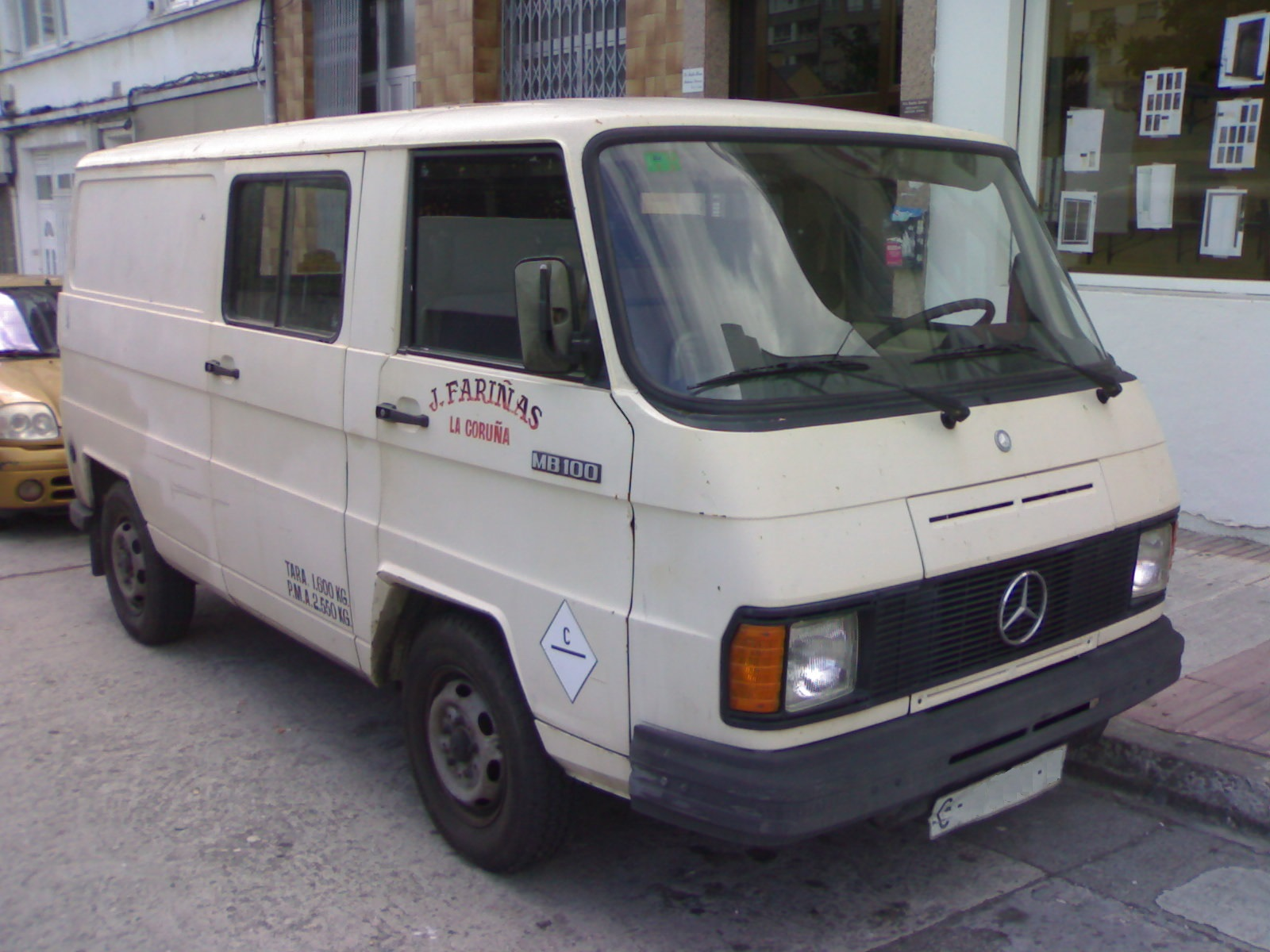
Mercedes-Benz MB100 (1981-1988)

У 1981 році Mercedes-Benz N1300 пережив рестайлінг, а назва змінилася на MB100 і MB130. Конструкція кузова і платформа залишилися колишніми, але помітно змінився дизайн та інтер'єр, а лінійку двигунів серйозно оновили: нові чотирициліндрові бензинові і дизельні мотори робочим об'ємом 2-2,4 л видавали 58-72 к.с.
В 1988 році модель замінено на Mercedes-Benz MB 100.

## Двигуни
Mercedes-Benz N1300
- 981 см3 AU1000 двотактний I3 38 к.с. (28 кВт) при 4200 об/хв
- 1767 см3 OM636 diesel I4 43 к.с. (32 кВт)
- 1988 см3 OM615 diesel I4 59 к.с. (43,5 кВт) при 4200 об/хв

Mercedes-Benz MB90-MB180
- 2.0 L OM615 I4
- 2.4 L OM616 I4